# Divizia B 1935-1936
În sezonul fotbalistic 1935-36 are loc a doua ediție a competiției numită Divizia B. 
Câștigătoarele cinci serii au intrat în play-off, iar câștigătoarea acestuia a jucat un baraj cu ultima echipă din Divizia A 1935-1936.
ILSA Timișoara a câștigat play-offul, dar a pierdut barajul de promovare în fața celor de la Universitatea Cluj.

## Localizarea echipelor
- Seria I - punct rosu, Seria II - punct albastru, Seria III - punct verde, Seria IV - punct galben, Seria V - punct gri.

### Baraj promovare-retrogradare
| Data     | Echipa gazdă       | Scor  | Echipa oaspete     |
| -------- | ------------------ | ----- | ------------------ |
| 19.07.36 | ILSA Timișoara     | 1 - 4 | Universitatea Cluj |
| 26.07.36 | Universitatea Cluj | 1 - 0 | ILSA Timișoara     |